# Brahmaea
Brahmaea es un género de insectos lepidópteros de la familia Brahmaeidae.

## Especies
Se reconocen las siguientes especies:
- Brahmaea bicolor
- Brahmaea carpenteri
- Brahmaea certhia
- Brahmaea christophi
- Brahmaea conchifera
- Brahmaea insulata
- Brahmaea ledereri
- Brahmaea lunulata
- Brahmaea magnificentia
- Brahmaea petiveri
- Brahmaea porphyria
- Brahmaea reducta
- Brahmaea rufescens
- Brahmaea saifulica
- Brahmaea spectabilis
- Brahmaea tancrei
- Brahmaea undulata
- Brahmaea undulosa
- Brahmaea wallichii
- Brahmaea zaba